# Tháp Belém
Tháp Belém (tiếng Bồ Đào Nha: Torre de Belém, phát âm [ˈtoʁ(ɨ) dɨ bɨˈlɐ̃ȷ̃]) tên chính thức là tháp Saint Vincent (tiếng Bồ Đào Nha: Torre de São Vicente) là một pháo đài thế kỷ 16 nằm tại Lisboa phục vụ như là một pháo đài và cửa nghi lễ đến Lisboa. Nó được xây dựng vào thời kỳ đỉnh cao của phong trào Phục hưng Bồ Đào Nha, và là một ví dụ nổi bật của phong cách kiến trúc Manueline (hậu Gothic Bồ Đào Nha) nhưng cũng có sự kết hợp những yếu tố của phong cách kiến trúc khác. Cấu trúc này được xây dựng từ đá vôi lioz bao gồm một pháo đài và một tòa tháp cao 30 mét (98,4 ft) với bốn tầng.
Từ năm 1983, nó cùng với tu viện Jerónimos đã được UNESCO công nhận là Di sản thế giới. Công trình được mô tả như là biểu tượng của Thời đại Khám phá ở châu Âu, và như một từ ngữ hoán dụ về Bồ Đào Nha hoặc Lisboa, với vị thế như là một dấu mốc tượng đài. Một số người đã tuyên bố rằng, tòa tháp được xây dựng ở giữa sông Tagus và hiện nằm gần bờ vì dòng sông đã chuyển hướng sau trận động đất Lisboa năm 1755. Trên thực tế, tòa tháp được xây dựng trên một hòn đảo nhỏ của sông Tagus gần bờ Lisboa.

## Lịch sử

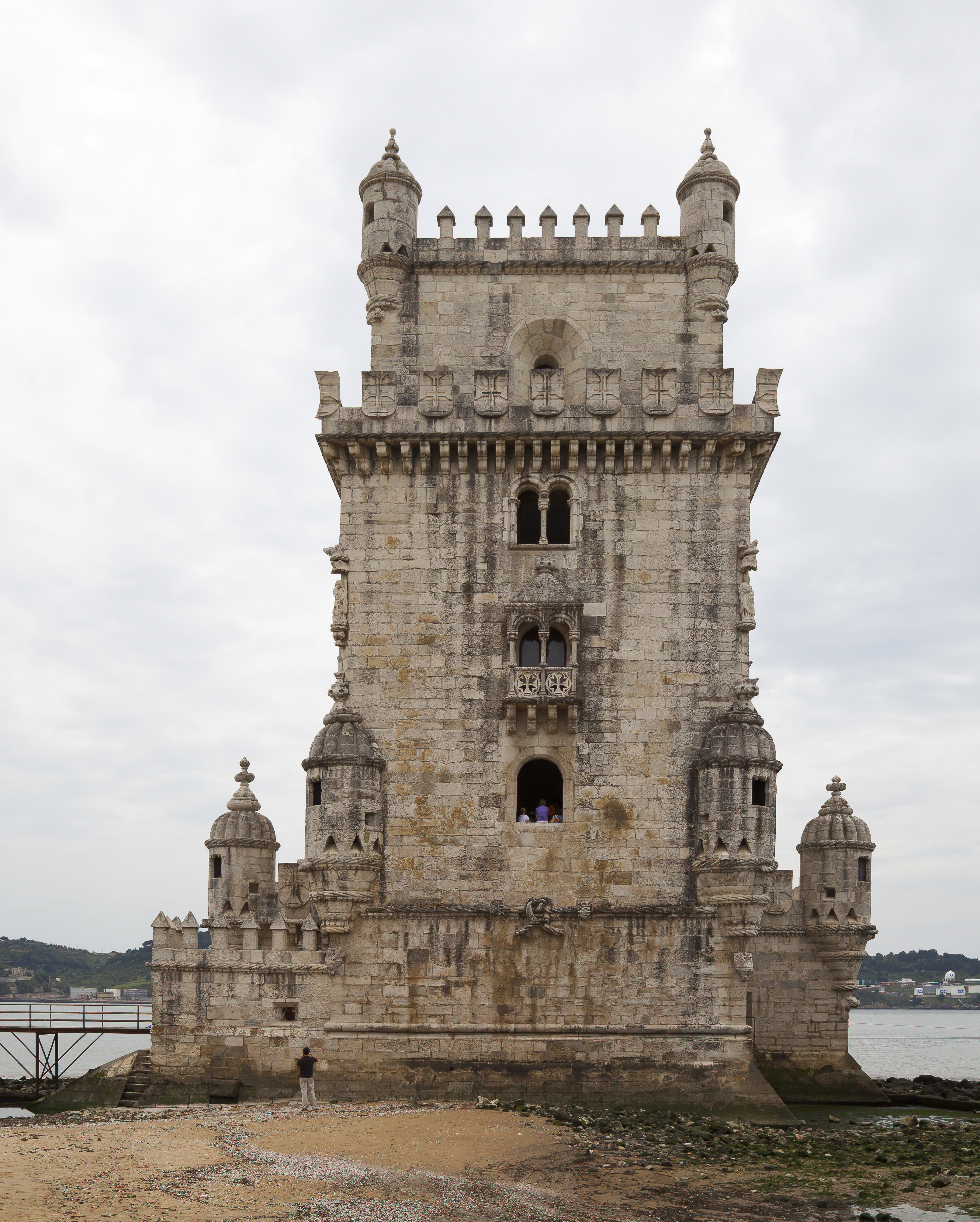
Tháp Belém là một trong Bảy kỳ quan của Bồ Đào Nha vào năm 2007 và Di sản thế giới từ năm 1983.

Vào cuối thế kỷ 15, vua João II của Bồ Đào Nha đã thiết kế một hệ thống phòng thủ cho cửa sông Tagus phụ thuộc vào pháo đài Cascais và São Sebastião (hoặc Torre Velha) ở Caparica, nằm về phía nam dòng sông. Những pháo đài này không hoàn toàn bảo vệ cửa sông và cần phải có thêm công trình bảo vệ. Trong "Biên niên sử João II" (Chronica de D. Joao II) vào năm 1545, tác giả Garcia de Resende khẳng định ý kiến của nhà vua rằng, hệ thống phòng thủ của Lisboa là không thỏa đáng và ông đã khăng khăng ý kiến xây dựng công sự dọc theo lối vào sông Tagus để bổ sung cho hệ thống phòng thủ hiện có. Cuối cùng, ông ra lệnh "tạo nên một pháo đài mạnh mẽ", nhưng đã qua đời trước khi mọi kế hoạch được vạch ra. Vua Manuel I đã xem xét lại đề xuất này hai mươi năm sau đó và ra lệnh xây dựng một công sự quân sự ở rìa phía bắc của sông Tagus tại Belém. Năm 1513, Lourenço Fernandes đã viết một bức thư cho bạn bè đề cập đến ý định của nhà vua về việc xây dựng một tòa tháp gần Restelo Velho, vì xác định nó là hành động thiết yếu.
Công việc xây dựng bắt đầu trên một tảng đá bazan cách bờ sông một quãng ngắn, sử dụng một số loại đá thu thập được để xây dựng tu viện Santa Maria de Belém. Tòa tháp được thiết kế bởi kiến trúc sư quân sự Francisco de Arruda, được vua Manuel đặt tên là "Bậc thầy của các công trình của Belém". vào năm 1516 thì 763 khối và 504 viên đá được thủ quỹ dự án là Diogo Rodrigues thu thập về để xây dựng. Khi quá trình xây dựng được tiến hành, "chiến binh" tên là Grande Nau (tàu lớn), một con tàu nặng 1000 tấn được trang bị vũ khí mạnh mẽ có nhiệm vụ canh giữ cửa sông Tagus cho đến khi pháo đài hoàn thành.
Công trình được hoàn thành vào năm 1519, chỉ hai năm trước khi vua Manuel I qua đời và Gaspar de Paiva chỉ huy đóng quân tạm thời ở pháo đài; được ủy thác vĩnh viễn chỉ huy vào ngày 15 tháng 9 năm 1521 khi ông được bổ nhiệm làm trưởng quan đại đơn vị đầu tiên, hay còn gọi là Alcalde và pháo đài được đặt tên là Lâu đài St Vincent (Castelo de São Vicente de Belém), để vinh danh vị thánh bảo trợ của Lisboa.
Năm 1571, Francisco de Holanda đã khuyên quốc vương rằng cần phải cải thiện hệ thống phòng thủ ven biển để bảo vệ thủ đô của vương quốc. Ông đề nghị xây dựng một pháo đài "mạnh mẽ và bất khả xâm phạm" có thể dễ dàng bảo vệ Lisboa và tháp Belém "cần được củng cố, sửa chữa và hoàn thiện thêm" và rằng "nó có chi phí rất cao để hoàn thành". Holanda đã thiết kế một pháo đài hình chữ nhật được cải tiến với một số tháp pháo. Năm 1580, sau vài giờ chiến đấu thì quân đồn trú đóng trong tòa tháp đã đầu hàng lực lượng Tây Ban Nha dưới sự chỉ huy của Fadrique Álvarez de Toledo, Công tước xứ Alba thứ 4. Sau thất bại này, ngục tối của tòa tháp đã phục vụ như một nhà tù cho đến năm 1830. Cũng trong một phần tư cuối thế kỷ 16, việc xây dựng doanh trại Philippines bắt đầu. Một không gian hai tầng hình chữ nhật được xây dựng trên pháo đài, tạo cho tòa tháp hình ảnh trực quan mà nó được giữ lại cho đến hiện tại, với những cây thánh giá được chạm trổ và tháp pháo hình vòm.
Năm 1589, vua Felipe II của Tây Ban Nha đã ra lệnh cho kỹ sư người Ý Friar João Vicenzio Casale xây dựng một pháo đài bảo vệ tốt để thay cho "lâu đài vô dụng São Vicente". Vị kỹ sư đã đệ trình ba thiết kế, đề xuất rằng pháo đài cũ sẽ được bao quanh bởi một pháo đài khác có kích thước lớn hơn, nhưng dự án không bao giờ được thực hiện.
Bộ luật 1633 tạo ra một Nhà lễ hội ở một trong các tầng, trong một vòm uốn cung của doanh trại và bốn vòm lớn trên đỉnh mặt tiền phía nam. Năm 1655, một tấm bảng được đặt ở phía bắc hàng hiên, nơi chứng nhận chức năng của tòa tháp là một điểm kiểm soát hải quan và điều hướng cho tàu thuyền dọc theo sông Tagus, tàu thuyền có nghĩa vụ phải nộp tiền thuế khi họ vào cảng, được áp theo kích cỡ to dần.
Giữa năm 1780 và 1782, dưới triều đại của nữ vương Maria I của Bồ Đào Nha, tướng Guilherme de Valleré đã cho xây dựng Forte do Bom Sucesso, với những khẩu pháo nằm dài dọc theo một bức tường hành lang phía tây tòa tháp. Khi quân Pháp xâm lược Lisboa trong Chiến tranh Bán đảo, quân đội đã giữ trong tháp từ năm 1808 đến 1814. Sau khi người Pháp rút lui, William Beresford khuyên rằng dàn pháo binh ven biển cần được tăng cường dọc theo bức tường nhìn ra sông Tagus, và đặc biệt lưu ý rằng, đội pháo mạnh hơn nên được đặt ở hai bên pháo đài của tháp, với các khẩu có bánh để bảo vệ tốt hơn, vì các bức tường rất thấp.

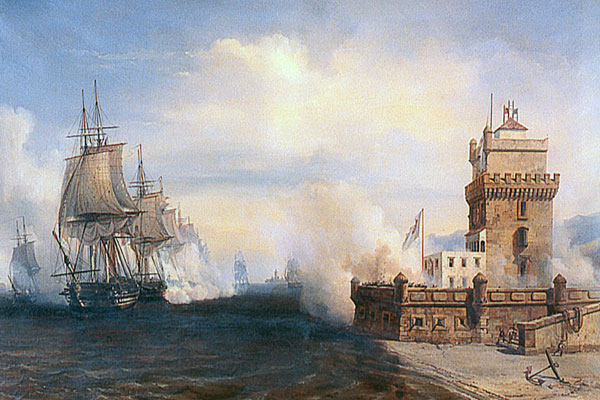
Tàu Pháp bắn trả hỏa lực vào tháp trong Trận Tagus, Chiến tranh Tự do (1831)

Vua Miguel I của Bồ Đào Nha đã sử dụng ngục tối để tống giam các đối thủ phản đối ông, trong khi một tầng khác được sử dụng là nhà hải quan cho tàu thuyền cho đến khi bị bãi bỏ vào năm 1833. Tòa tháp sau đó đã được nâng cấp quân sự vào năm 1589 và 1809–1814.
Trong triều đại của Maria II, Almeida Garrett đã đề cập đến sự xuống cấp của công trình và dưới sự thuyết phục của António José Severim de Noronha thì nó đã được cải tạo dưới sự chỉ huy của kỹ sư quân sự António de Azevedo e Cunha. Ông đã cho phá bỏ doanh trại Philippines và các phần Phục hưng mở rộng vào năm 1845–46 như là thành lỗ châu mai, lan can hiên dọc theo mặt tiền phía nam, viền bảng nổi trong hành lang và hốc tường có hình Đức Trinh nữ Maria cùng trẻ em.
Vào năm 1865, một đèn hiệu được lắp đặt trên sân thượng phía đông nam của tòa nhà và một dịch vụ điện báo được bắt đầu, trong khi gần đó một nhà máy khí đốt được xây dựng gây ra khói khiến nhiều người phản đối. Những động thái đầu tiên để bảo tồn và phục hồi tòa tháp bắt đầu vào cuối thế kỷ 20. Đầu tiên, tòa tháp được chuyển giao cho Bộ Tài chính vào năm 1940, nơi đảm nhận bảo tồn các công trình quy mô nhỏ. Sau đó, các khu quân sự trên các căn cứ được rỡ bỏ và hành lang mái che bên trong được xây dựng. Nhà thiết kế cảnh quan kiến trúc António Viana Barreto vào năm 1953 đã bắt đầu một dự án kéo dài ba năm nhằm tích hợp tòa tháp với địa hình bờ sông. Năm 1983, đây là nơi đã tổ chức Triển lãm nghệ thuật, khoa học và văn hóa châu Âu lần thứ 17. Và cũng trong năm đó, nó đã chính thức được UNESCO công nhận là Di sản thế giới của nhân loại.
Vào những năm 1990, tài sản này đã được chuyển giao cho Viện Di sản Kiến trúc Bồ Đào Nha (tiền thân của Tổng cục Di sản Văn hóa) bắt đầu quá trình khôi phục toàn bộ kéo dài từ tháng 2 năm 1997 đến tháng 1 năm 1998, bao gồm gia cố tháp và pháo đài, gia cố các giá đỡ ban công phía nam bằng thép không gỉ và nhựa epoxy, xử lý các mối nối vữa và làm sạch kết cấu chung. Các bức tượng của Thánh Vincent và Tổng lãnh thiên thần Micae cũng được thực hiện tương tự. Vào ngày 7 tháng 7 năm 2007, tháp Belém đã được xếp hạng là Bảy kỳ quan của Bồ Đào Nha.

## Kiến trúc
Công trình này nằm ở phía bắc của sông Tagus, thuộc giáo xứ Santa Maria de Belém của Lisboa, có thể đến được từ đầu phía tây của đại lộ Brasília qua một cây cầu nhỏ. Gần đó là tu viện Jerónimos ở phía đông và pháo đài Bom Sucesso ở phía tây, trong khi phía bắc là tháp dinh thự của tổng đốc, nơi ở cũ của tổng đốc pháo đài Bom Successo cùng nhà nguyện São Jerónimo.
Tòa tháp này bị cô lập dọc theo bờ sông, giữa bến tàu Bom Sucesso và Pedrouços, trên một khối đá bazan, thuộc khối đá núi lửa địa hình phức tạp Lisboa-Mafra. Mặc dù nhiều sách chỉ dẫn đã tuyên bố rằng tòa tháp được xây dựng ở giữa Tagus và hiện nằm gần bờ sau trận động đất năm 1755 khiến dòng sông bị chuyển hướng nhưng đó là thông tin không chính xác. Bộ Văn hóa và Viện Di sản Kiến trúc Bồ Đào Nha chỉ ra rằng, tòa tháp được xây dựng trên một hòn đảo nhỏ gần bờ sông Tagus, mé bờ biển của Restelo. Khi bờ biển dần mở rộng dần len lỏi về phía nam vào sông Tagus thì tòa tháp dần thành nằm bên bờ sông theo thời gian.
Tháp Belém được xây dựng từ một loại đá vôi địa phương màu trắng ở khu vực Lisboa và ở đó chúng được gọi là Lioz. Công trình bao gồm hai phần là pháo đài và một tháp bốn tầng nằm ở phía bắc của pháo đài. Tòa tháp có niên đại từ thế kỷ 16 được coi là một trong những kiệt tác của phong cách kiến trúc Manueline hậu Gothic Bồ Đào Nha. Điều đó thể hiện rõ ràng nhất ở mái cong kiểu vòm có sườn phức tạp của nó, các thập giá của Dòng tu Kitô, hỗn thiên nghi, vòng xoắn thừng.

### Ngoại thất

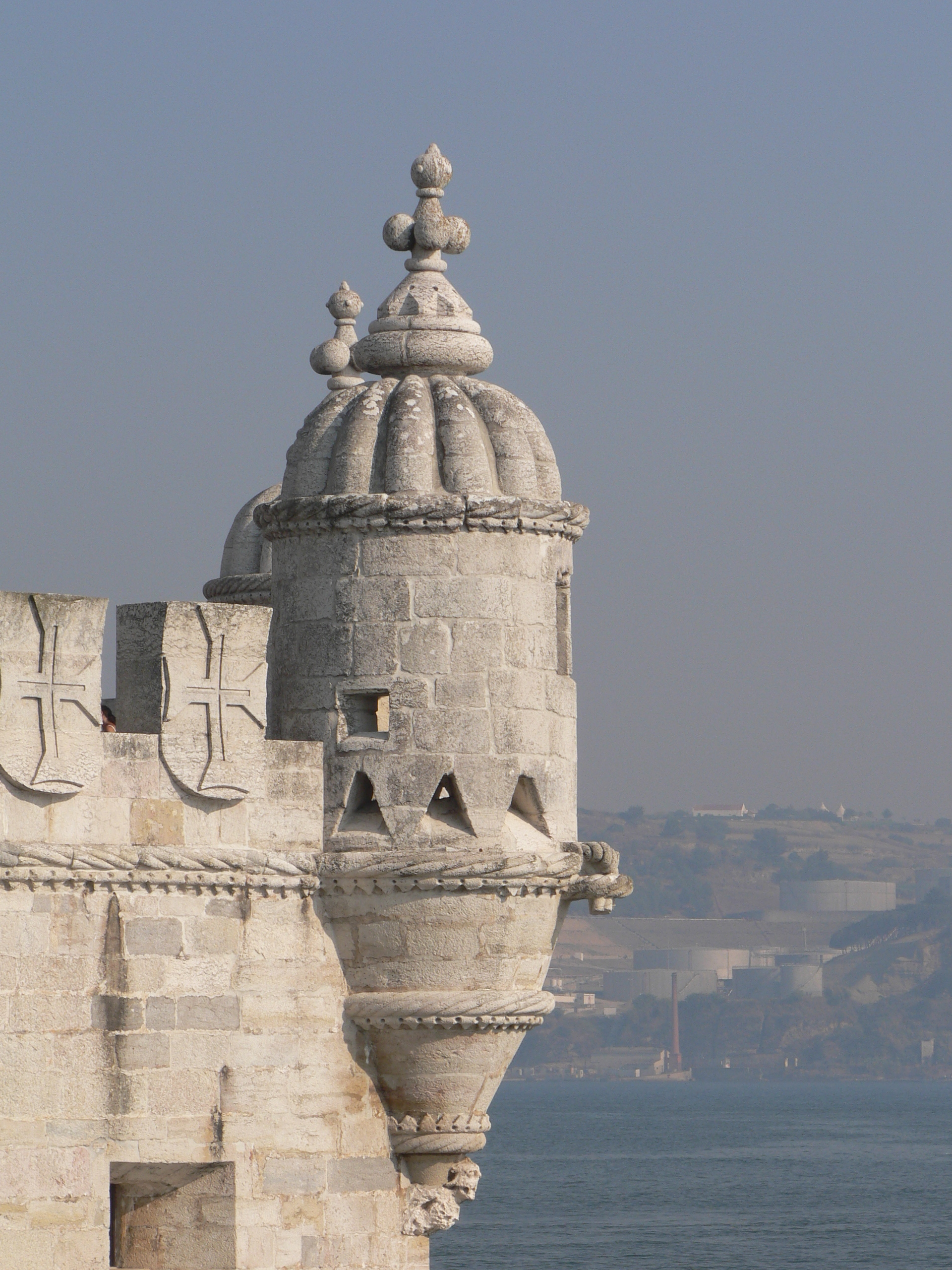
Sân thượng của pháo đài với tháp canh có lỗ châu mai có mái bát úp mang kiến trúc Moorish ở góc tây bắc.

Kế hoạch của công trình này bao gồm một tòa tháp hình chữ nhật và một pháo đài hình lục giác không đều, với sườn kéo dài hướng về phía nam tới dòng sông. Về cơ bản nó là một không gian thẳng đứng có khớp nối lớn trên một phiến đá nằm ngang bao quanh là tường vây. Ở góc đông bắc là một bức tường phòng thủ với những chòi canh có lỗ châu mai, một cây cầu để tiếp cận bức tường được trang trí những họa tiết thực vật bao bọc bởi huy hiệu hoàng gia và hai bên là các cột nhỏ, bổ sung với hỗn thiên nghi. Các hỗn thiên nghi Manueline xuất hiện ở lối vào của tòa tháp tượng trưng cho những chuyến hải trình của Bồ Đào Nha. Các chạm khắc trang trí, xoắn thừng và nút thắt thanh thoát cũng chỉ ra lịch sử hàng hải của Bồ Đào Nha và là những yếu tố phổ biến của phong cách kiến trúc Manueline.
Bên ngoài của phần thấp pháo đà, bức tường là không gian cho 17 khẩu thần công với những lỗ đặt súng hướng ra cảnh quan dòng sông. Tầng thượng của pháo đài vồng lên bởi một bức tường nhỏ với những chòi canh có lỗ châu mai ở những nơi chiến lược, được trang trí bởi những tấm khiên tròn có hình thập giá của dòng Chúa Kitô quanh bục. Vua Manuel I là một thành viên của dòng Chúa Kitô, do đó mà thập giá của dòng này được sử dụng nhiều lần trên lan can. Đây là biểu tượng cho sức mạnh quân sự của Manuel, khi các hiệp sĩ của dòng Chúa Kitô tham gia vào một số cuộc chinh phạt quân sự thời kỳ đó. Các chòi canh có lỗ châu mai hay tháp pháo hình trụ nhô ra ở các góc phục vụ như là tháp canh có những phần đá xây lồi ra với những đồ trang trí thu nhỏ và vòm che hình núi bất thường trong kiến trúc châu Âu lúc bấy giờ, phía trên đỉnh là hình chạm đầu mái công phu. Nền đáy của tháp pháo có hình ảnh của những con thú, bao gồm cả một con tê giác. Nó là hình ảnh điêu khắc tê giác đầu tiên trong nghệ thuật ở Tây Âu và có lẽ là mô tả con tê giác mà Manuel I gửi cho Giáo hoàng Lêô X vào năm 1515.
Tòa tháp chủ yếu mang kiến trúc Manueline, nhưng nó cũng kết hợp các tính năng của các phong cách kiến trúc khác. Nó được xây dựng bởi kiến trúc sư quân sự Francisco de Arruda, người đã giám sát việc xây dựng một số pháo đài tại vùng lãnh thổ Bồ Đào Nha ở Maroc. Chính vì vậy mà ảnh hưởng của kiến trúc Moorish được thể hiện qua các đồ trang trí tinh xảo, cửa sổ hình vòm, ban công và những gờ tháp pháo của tháp canh.
Tòa tháp có bốn tầng, với các lỗ hổng và tường răng cưa, tầng trệt là một bế chứa hình vòm. Tại tầng hai có cửa hình chữ nhất hướng về phía nam với các cửa sổ hình vòm ở phía đông và phía bắc còn ở góc đông bắc và tây bắc là hòi canh có lỗ châu mai. Phía nam của tầng này bị chi phối bởi một hiên có mái che với lô-gia gồm một dãy bảy vòm nằm trên các rầm lớn với hàng trụ lan can. Nó được bao phủ bởi những cấu trúc đá để tạo thành một mái hiên, và cuối phần mái dốc của nó là xoắn thừng được điêu khắc. Phía đông, phía bắc và phía tây của bức tường bị chiếm giữ bởi các vòm cung, với các góc đông bắc và tây bắc là hốc tường nơi có tượng của Vincent của Saragossa và Tổng lãnh thiên thần Micae. Tầng thứ ba có hai cửa sổ ở mặt tiền phía bắc, phía đông và phía tây với hàng lan can xen kẽ bởi hai hỗn thiên nghi và phù điêu huy hiệu hoàng gia. Tầng trên cùng bao quanh các mặt là sân thượng với các tấm khiên của dòng Chúa Kitô và hai cửa vòm, một ở phía bắc và một ở phía đông. Bao quanh sân thượng là bức tường thấp có hình ảnh của kim tự tháp, bốn góc là các tháp canh có lỗ châu mai. Sân thượng trên tầng này cung cấp một cái nhìn ra toàn cảnh quan.

### Nội thất

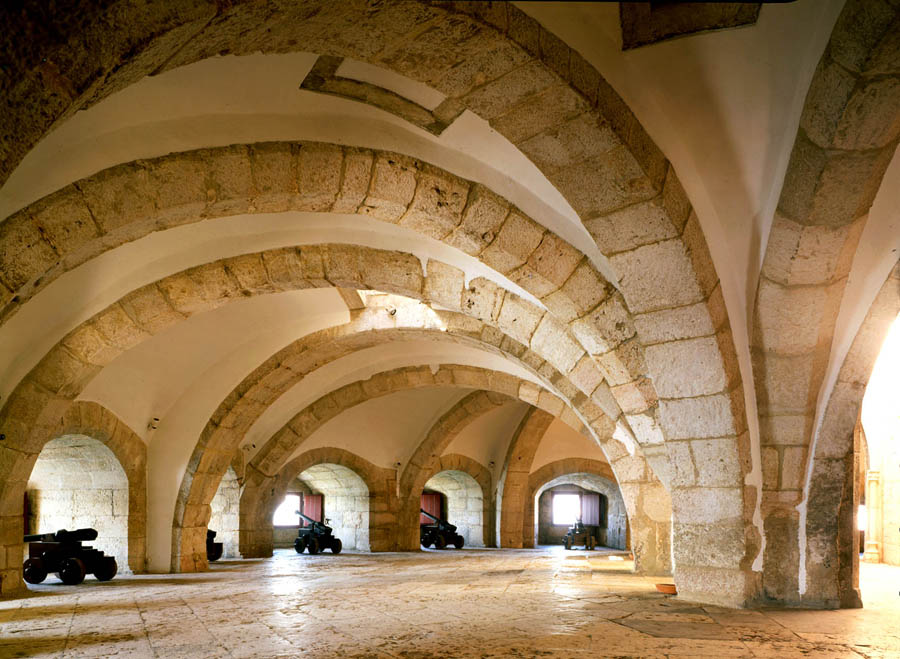
Nội thất của pháo đài chính với các hốc pháo.

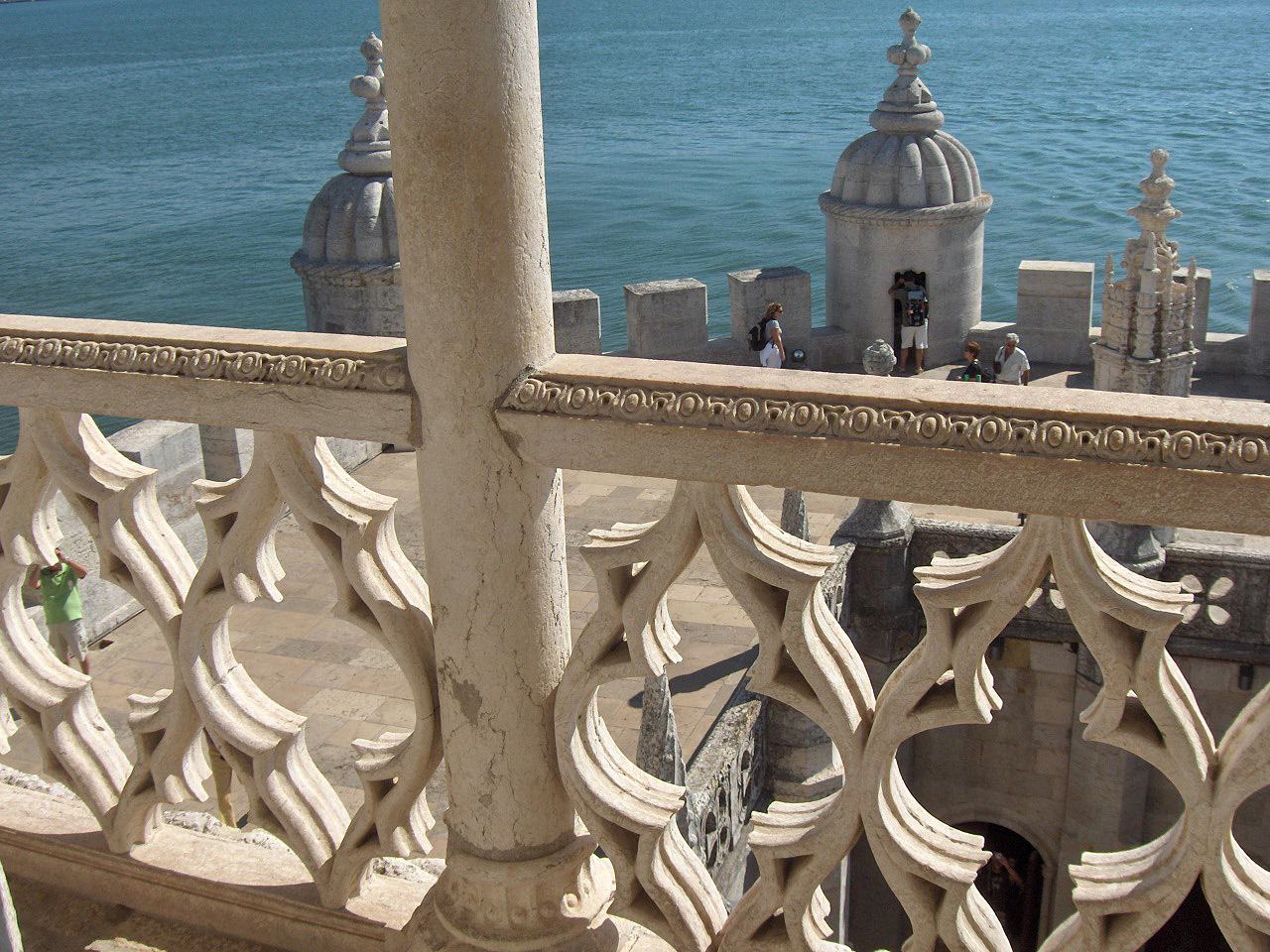
Khung cảnh nhìn từ lôgia tầng hai.

Phần bên trong của pháo đài, với một cầu thang hình tròn ở cuối phía bắc có hai sảnh tiếp giáp với trần vòm được hỗ trợ bởi các nề vòm, cũng như bốn kho lưu trữ và thiết bị vệ sinh. Tên boongke tầng trệt, sàn nhà nghiêng ra phía bên ngoài trong khi trần nhà được hỗ trợ bởi những trụ nề bổ tường và vòm xương sống. Các vòm xương sườn Gothic thể hiện rõ tại hầm xây cuốn,, các phòng của tháp và các vòm bát úp của tháp canh trên sân thượng pháo đài. Các khoang ngoài trên các cạnh của boongke cho phép đặt các khẩu pháo riêng lẻ trong từng khoảng không gian, trần nhà được thiết kế với một số vòm bất đối xứng có độ cao khác nhau. Các kho phụ trợ phía sau được sử dụng làm phòng giam.
Hai cổng vòm mở ra hàng hiên chính ở phía bắc và phía nam, trong khi sáu vòm cung đứt quãng nằm dọc theo phần phía đông và phía tây của hàng hiên xen kẽ với các cột vuông trong pháo đài, với các mặt của máng xả nước. Hàng hiên mở phía trên hầm xây cuốn, mặc dù để trang trí nhưng thiết kế để xua tan khói pháo. Nó nối với tầng trên bằng một lan can được trang trí bằng các thánh giá của dòng Chúa Kitô trong khi khoảng không gian sân thượng có các cột nổi, trên đỉnh là hỗn thiên nghi. Không gian này cũng có thể được sử dụng cho nòng súng hạng nhẹ. Đây là pháo đài đầu tiên của Bồ Đào Nha có hai cấp đặt súng, đánh dấu một bước phát triển mới trong kiến trúc quân sự. Một số trang trí có từ thập niên 1840 và mang phong cách Manueline tái sinh, giống như trang trí của hàng hiên nhỏ trên pháo đài.
Phía nam của sân thượng là hình ảnh Đức Trinh nữ Maria và trẻ em. Tượng Đức Mẹ Belém còn được gọi là Nossa Senhora de Bom Successo (Đức Mẹ Thành Công), Nossa Senhora das Uvas hoặc Virgem da Boa Viagem bế một đứa trẻ bên tay phải, tay trái cầm một chùm nho.
Tháp rộng 12 mét (39 ft) và cao 30 mét (98 ft). Bên trong tầng một là Sala do Governador (Hội trường Tổng đốc) là một không gian hình bát giác mở ra bể chứa nước trong khi ở góc đông bắc và tây bắc là những hành lang liên kết với các chòi canh có lỗ châu mai. Một cánh cửa nhỏ dẫn đến các tầng tiếp theo thông qua một cầu thang xoắn ốc. Tầng thứ hai là nơi có Sala dos Reis (Hội trường Nhà vua) với một lô-gia mở ra dòng sông trong khi một lò sưởi nhỏ ở góc kéo dài từ tầng này lên đến lò sưởi ở tầng ba trong Sala das Audiências (Hội trường Thính giả). Trần của ba tầng là các tấm bê tông tấm. Nhà nguyện tầng bốn có trần hình vòm với các hốc biểu tượng của phong cách Manueline được hỗ trợ bởi các phần đua chạm khắc.